# لا بادی
لا بادی (به ایتالیایی: Le Badie) یک منطقهٔ مسکونی در ایتالیا است که در کاستلینا ماریتیما واقع شده‌است. لا بادی ۱۴۴ نفر جمعیت دارد و ۱۸ متر بالاتر از سطح دریا واقع شده‌است.